# 小玉由起
小玉由起（日语：小玉ユキ，9月26日—），日本漫畫家。長崎縣佐世保市出身。

## 經歷
2000年以〈柘榴〉於宝島社《CUTiE Comic》出道。2002年7月作品〈Beautiful Sunset〉獲得講談社《Vanilla》金之獅子賞。2006年將筆名從改為。
作品《坂道上的阿波羅》於2009年榮獲這本漫畫真厲害！女性篇第一位，2012年榮獲第57屆小學館漫畫賞一般向部門賞。

## 作品列表
- 光之海（日语：光の海 (漫画)）（小學館、全1冊）、尖端出版
- 白鳥戀語（日语：羽衣ミシン）（小學館《月刊flowers》2007年3月号～7月号）、尖端出版
- 芒果的眼淚（日语：マンゴーの涙）（小學館、全1冊）、尖端出版
- 坂道上的阿波羅（日语：坂道のアポロン）、尖端出版
- Beautiful Sunset 暮色之戀（日语：Beautiful Sunset）（小學館、全1冊）、尖端出版
- 月影BABY（日语：月影ベイベ）（小學館《月刊flowers》2013年1月号～2017年5月号）、東立出版社

## 相關人物
小玉由起與漫畫家岩本奈緒、勝田文是好友。